# Henri Béghin
Henri Béghin (Lille, 16 de setembro de 1876 – Paris, 22 de fevereiro de 1969) foi um engenheiro francês, professor de mecânica.

## Vida
Béghin estudou de 1894 a 1897 na École normale supérieure (no mesmo ano que Paul Montel, Henri Lebesgue, Paul Langevin e outros) e foi depois professor em Brest na Escola da Marinha. Obteve um doutorado em 1922 e foi depois docente (maitre de conférences) em Montpellier. Em 1924 sucedeu Albert Châtelet como professor de mecânica na Université Lille Nord de France e no ano seguinte foi professor de análise, sucessor de Jean Chazy. Em 1929 foi maitre de conférences e depois professor na Sorbonne (como sucessor de Gabriel Koenigs). Logo depois foi também repetitor e a partir de 1941 professor de mecânica na École polytechnique. Aposentou-se em 1947.
Foi colaborador da edição francesa da Encyklopädie der mathematischen Wissenschaften. Em 1946 foi eleito membro da Académie des Sciences.

## Obras
- Statique et Dynamique, Paris, Armand Colin, 1921
- Étude théorique des compas gyrostatiques Anschütz et Sperry, Paris, 1922
- Etudes des machines locomotives à l’aide du théorème des travaux virtuels, Lille, coll. « Institut industriel du Nord / Bulletin des Élèves ingénieurs », 1924
- Sur les transmissions par adhérence, Lille, coll. « Institut industriel du Nord / Bulletin des Élèves ingénieurs », 1924
- com Gaston Julia: Exercices de mécanique, Paris, Gauthier-Villars, 1930
- Cours de mécanique théorique et appliquée: à l'usage des ingénieurs et des étudiants de facultés, professé à l'École polytechnique, Paris, Gauthier-Villars, 1952